# Quicksilver Messenger Service
 (juillet 2018).
Si vous disposez d'ouvrages ou d'articles de référence ou si vous connaissez des sites web de qualité traitant du thème abordé ici, merci de compléter l'article en donnant les références utiles à sa vérifiabilité et en les liant à la section « Notes et références ».
Quicksilver Messenger Service est un groupe américain de rock psychédélique, originaire de San Francisco, en Californie.

## Biographie

### Débuts
Quicksilver Messenger Service trouve son origine en 1964 à San Francisco, avec la rencontre des chanteurs Dino Valente (ou Valenti) et Jim Murray et du guitariste John Cipollina. Tous trois sont musiciens de folk rock, habitués des clubs de San Francisco et des alentours. À l'initiative de Dino Valente, le plus ambitieux des trois, l'idée de créer leur propre groupe fait rapidement son chemin ; mais le projet est remis en cause lorsque Valente est arrêté pour possession de marijuana. 
Cippolina et Murray ne désarment pas et engagent le guitariste et chanteur Skip Spence afin de remplacer Valente. Le bassiste David Freiberg est également sollicité. Spence est rapidement débauché pour devenir le batteur de Jefferson Airplane, Cipollina se tourne vers le guitariste Gary Duncan, lequel est suivi par son ami batteur Greg Elmore. Tous deux jouaient auparavant dans le groupe The Brogues, immortalisé sur la réédition de la compilation Nuggets chez Rhino Records.
L'année 1965 touche à sa fin, et le groupe (qui n'a pas encore de nom) est enfin prêt à démarrer. Les cinq musiciens choisissent de prendre le nom de Quicksilver Messenger Service car ils sont tous nés sous des signes astrologiques régis par la planète Mercure. Mercure est le dieu messager (messenger) dans la mythologie romaine, mais c'est encore le nom d'un métal également nommé vif-argent, quicksilver en anglais.
Vivant en communauté dans un chalet situé sur les hauteurs de San Francisco, les membres du groupe gagnent leur vie en jouant dans les clubs locaux, où ils croisent de jeunes formations telles que le Grateful Dead ou Jefferson Airplane. Ces groupes sont en train de donner naissance à un nouveau genre musical, l'acid rock ou rock psychédélique.
Le succès de ces groupes attise la convoitise des grandes maisons de disques. En 1967, Quicksilver Messenger Service signe ainsi un contrat avec la firme Capitol, ce qui provoque le départ de Jim Murray : celui-ci se sent incapable d'assumer le statut de musicien professionnel. En 1968, le groupe enregistre son premier album homonyme, puis enchaîne en 1969 avec Happy Trails. Enregistré en public, cet album est devenu l'un des albums d'acid rock les plus connus, notamment grâce aux improvisations de Duncan et Cipollina.
La même année, Gary Duncan quitte le groupe pour s'en aller rejoindre Dino Valente, tout juste sorti de prison. Sur le troisième album de Quicksilver Messenger Service, Shady Grove (1969), il est remplacé par le pianiste Nicky Hopkins, qui a notamment joué pour les Rolling Stones.

### Nouveautés et séparation
Dino Valente et Gary Duncan réintègrent le groupe en 1970. Deux nouveaux albums sont publiés (Just for Love en 1970 et What About Me en 1971), Hopkins et Cipollina poursuivent ensuite des projets personnels. C'est ensuite au tour de David Freiberg d'être emprisonné pour détention de drogue.
Quicksilver Messenger Service, emmené par Valente, Duncan et Elmore, et renforcé de nouveaux musiciens (Mark Ryan à la basse et Mark Naftalin aux claviers) enregistre deux autres albums (Quicksilver en 1971 et Comin' Thru en 1972), et tournent à travers les États-Unis. En 1973 et 1974, le groupe voit régulièrement la formation rejointe par Cipollina sur scène et en 1975, Quicksilver Messenger Service sort son ultime album Solid Silver avec les cinq membres emblématiques (Valente, Duncan, Cipollina, Freiberg et Elmore).
Le groupe continue de tourner jusqu'en 1979 avec Valente et Duncan. Au milieu des années 1980 Gary Duncan sort un nouvel album sous le nom de Quicksilver, Peace by Piece. 

### Retour
À partir de 2006, Gary Duncan se produit régulièrement sous le nom de Quicksilver Messenger Service avec David Freiberg et divers musiciens d'accompagnement, souvent en première partie de Jefferson Starship jusqu'à son décès en 2019.

## Membres
- John Cipollina - guitare (1965-1971, 1975)
- Gary Duncan - chant, guitare (1965-1969, 1971-1972, 1975-2019)
- Greg Elmore - batterie (1965-1972, 1975)
- David Freiberg - chant, basse, violon (1965-1971, 1975, 2006-2019)
- Jim Murray - chant, guitare, harmonica (1965-1967)
- Dino Valente - chant (1970-1972, 1975-1979)
- Nicky Hopkins - claviers (1969-1970)
- Mark Ryan - basse (1971-1972)
- Mark Naftalin - claviers (1970-1971)
- Chuck Steaks - claviers (1972)

## Discographie
- 1968 : Revolution (bande originale du film, QMS interprète deux titres)
- 1968 : Quicksilver Messenger Service
- 1969 : Happy Trails
- 1969 : Shady Grove
- 1970 : Just for Love
- 1970 : What About Me
- 1971 : Quicksilver
- 1972 : Comin' Thru
- 1973 : Anthology (compilation)
- 1975 : Solid Silver
- 1986 : Peace by Piece
- 1996 : Shapeshifter
- 2006 : Strange Trim